# Joe Public Football Club
El Joe Public Football Club és un club de futbol de la ciutat de Tunapuna, a Trinitat i Tobago.

## Història

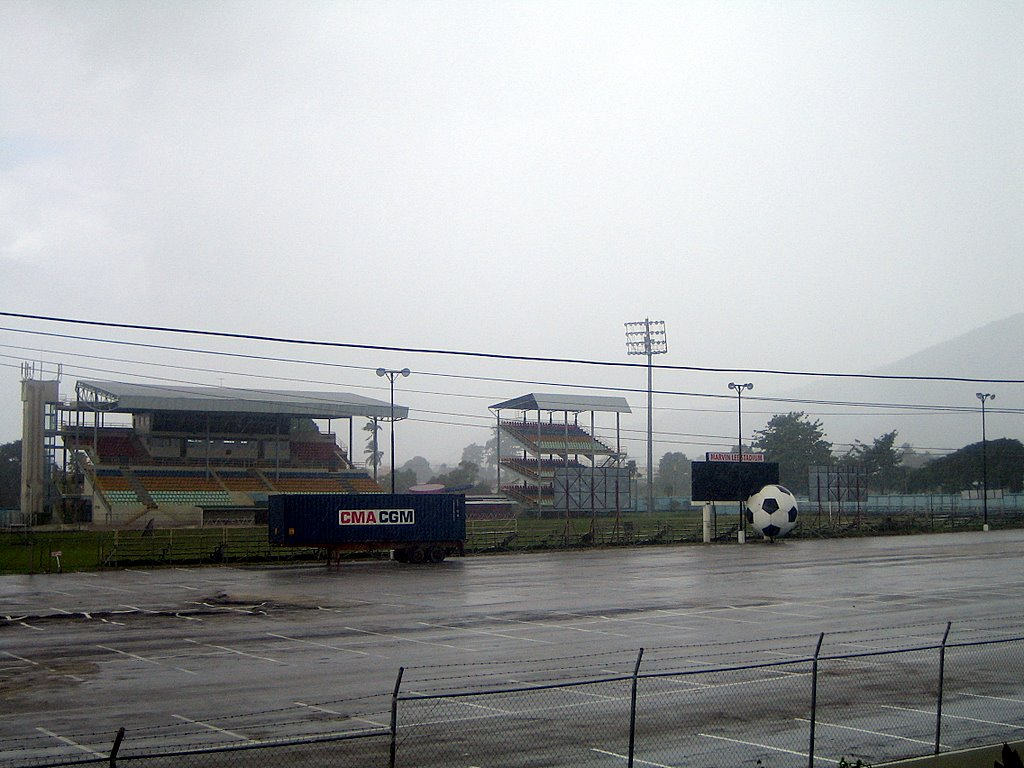
Marvin Lee Stadium

El club va ser fundat el 1996 per Austin "Jack" Warner. Guanyà la lliga de l'Eastern Football Association el 1996, i ingressà l'any següent a la lliga semiprofessional (SPFL). Més tard esdevingué professional però abandonà la lliga el 2004 per retornar-hi dos anys més tard.

## Palmarès
- Lliga de Trinitat i Tobago de futbol:[1]
  - 1998, 2006
- Copa de Trinitat i Tobago de futbol:[2]
  - 2001, 2007
- Toyota Classic de Trinitat i Tobago:[2]
  - 2007
- Copa de la CFU de clubs de futbol:
  - 1998, 2000
- Torneig Kashif & Shanghai:
  - 2007

## Futbolistes destacats
| - Lyndon Andrews (1999-2000, 2006-2008) - Kevaughn Connell (2003-2004) - Arnold Dwarika (1993-1994, 1997-2002, 2006-2008) - Jamal Gay (2008) - Gary Glasgow (2006-2008) - Cyd Gray (1999-2001) - Kenwyne Jones (2002) | - Anthony Noreiga (2007-2008) - Nigel Pierre (1999-2002, 2007) - Gregory Richardson (2007-2009) - Brent Sancho (2003) - Densill Theobald (2003) - Wolry Wolfe (2006, 2008) |